# Atletica leggera ai Giochi della XXX Olimpiade - 1500 metri piani femminili

Video ufficiale della Finale

Ai Giochi della XXX Olimpiade, la competizione dei 1500 metri piani femminili si è svolta dal 6 al 10 agosto presso lo Stadio Olimpico di Londra.

## Presenze ed assenze delle campionesse in carica
Per i campionati europei si considera l'edizione del 2010.
| Competizione         | Atleta             | Prestazione | Londra 2012 |
| -------------------- | ------------------ | ----------- | ----------- |
| Olimpiadi 2008       | Nancy Langat       | 4'00”23     | Infortunata |
| Commonwealth 2010    | Nancy Langat       | 4'05”26     | Infortunata |
| Europei 2010         | Nuria Fernández    | 4'00”20     | Presente    |
| Asiatici 2010        | Maryam Yusuf Jamal | 4'08”22     | Presente    |
| Africani 2011        | Irene Jelagat      | 4'13”67     | Non qual.   |
| Mondiali 2011        | Jennifer Simpson   | 4'05”40     | Presente    |
|                      |                    |             |             |
| Mondiali junior 2008 | Stephanie Twell    | 4'15”09     | Non selez.  |

1. ↑  Di origine etiopica.

## La gara
I migliori tempi della stagione vengono da tre meeting: Roma, Saint-Denis e Shanghai. Solo due atlete sono state capaci di correre in meno di 3'57”: l'etiope Abeba Aregawi e la turca Aslı Çakır Alptekin, campionessa europea nella manifestazione svoltasi a fine giugno a Helsinki.
La Aregawi è la più veloce nelle batterie (4'04”55) e nelle semifinali (4'01”03). Nell'altra semifinale prevale la Çakır Alptekin in 4'05”11. In questa serie la slovacca Lucia Klocová si qualifica con il nuovo record nazionale (4'02”99).
La finale è una gara tattica, con tempi decisamente lenti: 68”85 ai 400 metri, 2'23”97 agli 800 e 3'26”88 ai 1200. Non succede nulla fino all'ultimo giro, quando  Aslı Çakır Alptekin e la connazionale Gamze Bulut scattano improvvisamente accumulando un vantaggio sulle avversarie che mantengono fino alla fine. Corrono l'ultimo giro rispettivamente in 57”9 e 58”2 e vanno a cogliere i primi due posti del podio. Dietro di loro Maryam Yusuf Jamal conquista il bronzo. La Aregawi giunge quinta.
Il 17 agosto 2015 Asli Cakir Alptekin è stata squalificata per doping e la medaglia d'oro le è stata tolta. La classifica è stata riformulata assegnando l'oro all'atleta seconda classificata, l'argento alla terza classificata e il bronzo alla quarta.

Nel 2016 anche l'altra turca Gamze Bulut, originariamente seconda nella gara, fu trovata positiva all'antidoping e squalificata.
Il 19 novembre 2024 è stata comminata la squalifica retroattiva per doping a Tat'jana Tomašova. La medaglia d'argento viene riassegnata all'etiope Abeba Aregawi ed il bronzo alla statunitense Shannon Rowbury.

## Risultati

### Finale
| Migliore atleta in attività | 3'56"18 | Maryam Jamal  | Presente |
| Primatista stagionale       | 3'56"54 | Abeba Aregawi | Presente |

1. ↑  Stabilito nel 2006.
2. ↑  Alla data del 20 luglio 2012.
3. ↑  Il miglior tempo fu stabilito dalla marocchina Mariem Alaoui Selsouli, ma l'atleta fu fermata per doping ed esclusa dall'Olimpiade.

| Pos.    | Atleta                | Età | Paese         | Tempo   | Note |
| ------- | --------------------- | --- | ------------- | ------- | ---- |
| Oro     | Maryam Yusuf Jamal    | 28  | Bahrein       | 4'10"74 |      |
| Argento | Abeba Aregawi         | 22  | Etiopia       | 4'11"03 |      |
| Bronzo  | Shannon Rowbury       | 28  | Stati Uniti   | 4'11"26 |      |
| 4       | Lucia Klocová         | 29  | Slovacchia    | 4'12"64 |      |
| 5       | Lisa Dobriskey        | 29  | Gran Bretagna | 4'13"02 |      |
| 6       | Laura Weightman       | 21  | Gran Bretagna | 4'15"60 |      |
| 7       | Hellen Obiri          | 23  | Kenya         | 4'16"57 |      |
| 8       | Morgan Uceny          | 27  | Stati Uniti   | dnf     |      |
| -       | Aslı Çakır Alptekin   |     | Turchia       | 4'10"23 | dq   |
| -       | Gamze Bulut           |     | Turchia       | 4'10"40 | dq   |
| -       | Nataliya Koreyvo      |     | Bielorussia   | 4'11"58 | dq   |
| -       | Ekaterina Kostetskaya |     | Russia        | 4'12"90 | dq   |
| -       | Tat'jana Tomašova     | 37  | Russia        | 4'10"90 | dq   |